# Кроус, Мари
Мари Кроус (фр. Marie Crous) — французский математик, жившая в XVII веке.
Имея скромное происхождение, Мари получила образование как писательница и педагог, обучившись у Шарлотты-Роз де Комон ла Форс. Она уже имела публикации к 1636 году, а к 1641 году она опубликовала исследование по десятичной системе, которую посвятила «шафраноцветной принцессе», племяннице кардинала Ришельё — мадам де Комбалет, герцогине Аквиньона и известному меценату, другу Марена Мерсенна. Несмотря на это, она не была признана учёной женщиной, и её не цитировали наиболее заметные учёные тех лет.
Её работа представила две фундаментальные инновации: десятичный разделитель (сегодня называется virgule на французском языке), отделяющую мантиссу от десятичной части, а также использование нуля в десятичной части в указание отсутствия разряда; тем самым она придала форму современному отображеню десятичных чисел в метрической системе. Также она называла нули нулями, как то делали немцы.
Талантливая в писательстве так же, как в математике, она разработала, среди прочего, метод Песталоцци и то, что она называла конфессиональным разделением, которое имеет большую полезность для вычислений в уме, особенно в отношении «правила трёх» («золотого правила»).
В предисловии к своей работе Кроус благодарит покровительницу за то, что она, «подобно Богу возвышает простых и скромных», к которым и сама Мари «относится», по «простодушному признанию». Однако она не приписывает ей заслугу сделанной работы; в Abrégé recherche она указывает, что сделала свою работу «чтобы дать спокойствие таким же молодым женщинам, кто практикует в этой науке, как для необходимости ведения дел, как и для удовлетворения их духа».
Математик Олри Теркем выразил сожаление, что её имя до сих пор не было дано улице в Париже. Совсем недавно Екатерина Гольдштейн посвятила Кроус часть своей статьи «Neither public nor private: mathematics in early modern France».